# Église Saint-Martin de Garges-lès-Gonesse
L'église Saint-Martin sise rue Marcel-Bourgogne à Garges-lès-Gonesse dans le Val-d'Oise, est un édifice affecté au culte catholique.
Elle fut probablement construite au XIIIe siècle. Elle a été remaniée au XVIIIe siècle. Le retable du XVIIIe siècle, en bois sculpté, présente le style Rocaille et est classé au titre des objets. Un tableau y a été dérobé le 5 août 1983. L'église a été rénovée en 2008 et 2009. Elle est décorée de nombreux vitraux représentant la vie de saint Martin.